# Герой Труда Российской Федерации
Геро́й Труда́ Росси́йской Федера́ции — высшая степень отличия за особые трудовые заслуги перед государством и народом, государственная награда Российской Федерации. Звание присваивается гражданам Российской Федерации за особые трудовые заслуги перед государством и народом, связанные с достижением выдающихся результатов в государственной, общественной и хозяйственной деятельности, направленной на обеспечение благополучия и процветания России.
Герою Труда Российской Федерации вручается знак особого отличия — золотая медаль «Герой Труда Российской Федерации» и Грамота о присвоении звания Героя Труда Российской Федерации.
Звание Героя Труда Российской Федерации является вторым по статусу званием России после Героя Российской Федерации. В случае присвоения лицу звания Героя Российской Федерации и звания Героя Труда Российской Федерации на его родине или по месту фактического проживания в ознаменование подвига устанавливается бронзовый бюст с соответствующей надписью. По состоянию на август 2025 года лицами, удостоенными обоих званий, являются генерал-лейтенант И. А. Кириллов и конструктор Ю. С. Соломонов.

## История награды

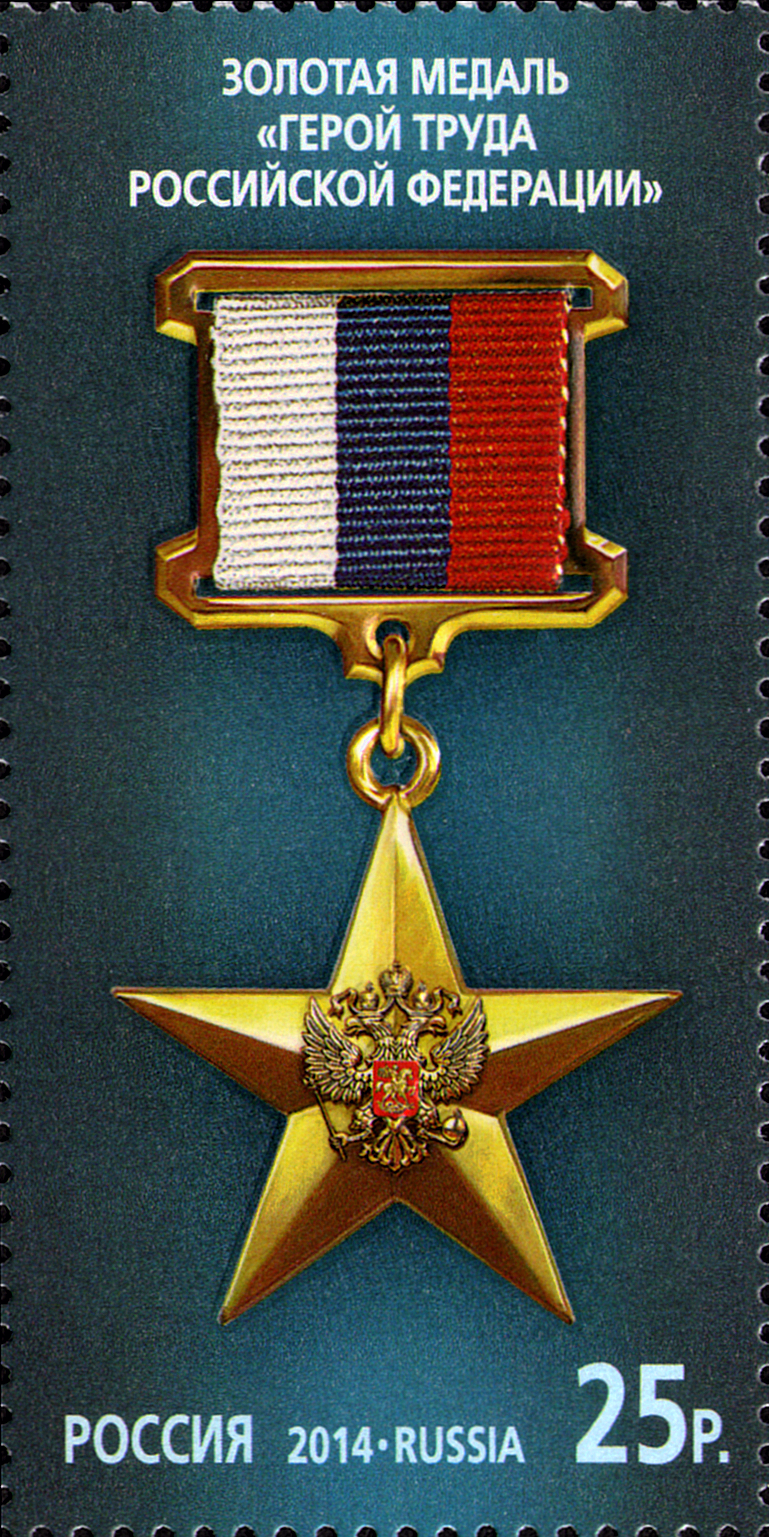

В августе 2012 года в Тюмени на конференции межрегионального общественного движения «В защиту человека труда!» принято обращение к президенту России В. Путину с просьбой ввести в России звание «Герой Труда». В декабре 2012 года на встрече с доверенными лицами, одним из которых был лидер движения, полномочный представитель президента в Уральском федеральном округе Игорь Холманских, В. Путин заявил о том, что звание будет восстановлено.
Звание Героя Труда Российской Федерации учреждено президентом России В. В. Путиным 29 марта 2013 года Указом № 294 «Об установлении звания Героя Труда Российской Федерации».
Указом утверждены Положение о звании Героя Труда Российской Федерации, описание знака особого отличия — золотой медали «Герой Труда Российской Федерации», рисунок медали, образец бланка Грамоты о присвоении звания и образец бланка удостоверения Героя Труда Российской Федерации.
Планируется к принятию законопроект, в силу которого Герои Труда Российской Федерации будут получать такую же материальную поддержку, как и Герои Социалистического Труда.
По словам президента России Владимира Путина, награждения званием будут ежегодны и приурочены ко Дню весны и труда.
С 2023 года ежемесячная денежная выплата Героям Труда Российской Федерации установлена в размере 61 566,28 руб.

## Положение о звании Героя Труда Российской Федерации
1. Звание Героя Труда Российской Федерации является высшей степенью отличия за особые трудовые заслуги перед государством и народом.
2. Звание Героя Труда Российской Федерации присваивается гражданам Российской Федерации, которые добились выдающихся результатов в государственной, общественной и хозяйственной деятельности, внесли значительный вклад в социально-экономическое развитие страны, в том числе в развитие промышленного и сельскохозяйственного производства, транспорта, строительства, науки, культуры, образования и здравоохранения, а также иных областей деятельности.
3. Звание Героя Труда Российской Федерации присваивается гражданам Российской Федерации, трудовые отличия которых, как правило, ранее были отмечены иными государственными наградами Российской Федерации.
4. Герою Труда Российской Федерации вручаются:
  - знак особого отличия — золотая медаль «Герой Труда Российской Федерации»;
  - Грамота о присвоении звания Героя Труда Российской Федерации.
5. Знак особого отличия — золотая медаль «Герой Труда Российской Федерации» носится на левой стороне груди выше других государственных наград Российской Федерации и государственных наград СССР и располагается после знака особого отличия — медали «Золотая Звезда» Героя Российской Федерации.

## Описание знака особого отличия — золотой медали «Герой Труда Российской Федерации»
- Золотая медаль «Герой Труда Российской Федерации» представляет собой звезду с пятью гладкими двугранными лучами на лицевой стороне. Длина луча — 15 мм. В центре звезды — рельефное изображение Государственного герба Российской Федерации. На оборотной стороне в центре медали по горизонтали расположена рельефная надпись, выполненная прямыми буквами: «Герой Труда Российской Федерации». Под надписью — номер медали.
- Медаль при помощи ушка и кольца соединяется с прямоугольной колодкой высотой 15 мм и шириной 19,5 мм с позолоченными рамками в верхней и нижней частях. Колодка обтянута шёлковой, муаровой лентой цветов Государственного флага Российской Федерации. На оборотной стороне колодки — нарезной штифт с гайкой для прикрепления медали к одежде.
- Медаль из золота, массой 15,25 грамма[3][9].

## Награждённые
.

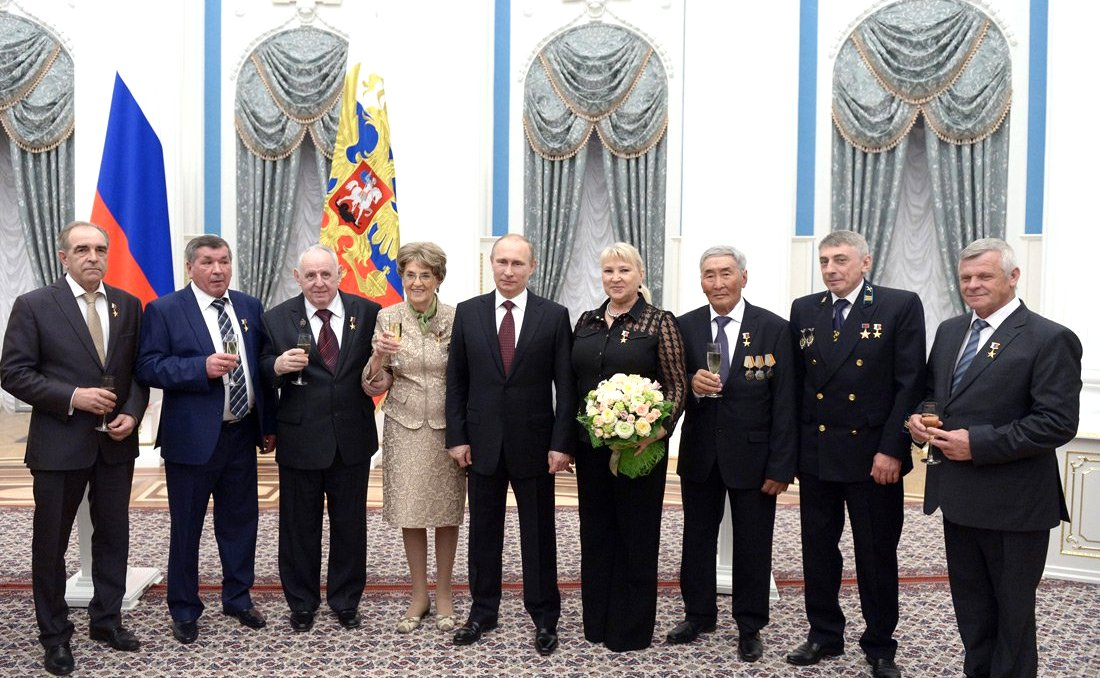
Москва, Кремль. Общее фото восьмерых из 10 награждённых в 2013—2014 годах званием Героя Труда Российской Федерации с президентом России Владимиром Путиным на церемонии награждения 1 мая 2014 года.
Слева направо: К. Г. Чуманов, И. У. Айдуллин, Ю. В. Лепёхин, А. И. Аксёнова, В. В. Путин, Т. Н. Покровская, М. Н. Готовцев, В. И. Мельник, Ю. А. Коннов

(в скобках указана дата присвоения звания)
1. Коновалов, Александр Николаевич (01.05.2013, Звезда № 001)
2. Гергиев, Валерий Абисалович (01.05.2013, Звезда № 002)
3. Коннов, Юрий Александрович (01.05.2013, Звезда № 003)
4. Мельник, Владимир Иванович (01.05.2013, Звезда № 004)
5. Чуманов, Константин Геннадьевич (01.05.2013, Звезда № 005)

1. Айдуллин, Иван Ухливанович (20.04.2014)
2. Аксёнова, Алиса Ивановна (20.04.2014)
3. Готовцев, Михаил Николаевич (20.04.2014)
4. Лепёхин, Юрий Васильевич (20.04.2014)
5. Покровская, Татьяна Николаевна (20.04.2014)

1. Богатырёва, Марем Камбулатовна (28.04.2015)
2. Винер-Усманова, Ирина Александровна (28.04.2015)
3. Громова, Галина Герасимовна (28.04.2015)
4. Савин, Юрий Семёнович (28.04.2015)
5. Соломонов, Юрий Семёнович (28.04.2015)

1. Богданов, Владимир Леонидович (21.04.2016)
2. Гунгаев, Далай Гынинович (21.04.2016)
3. Камнев, Павел Иванович (21.04.2016)
4. Кобзон, Иосиф Давыдович (21.04.2016, Звезда № 020)
5. Корнилова, Людмила Ивановна (21.04.2016)

1. Волчек, Галина Борисовна (25.04.2017)
2. Иванов, Алексей Михайлович (25.04.2017)
3. Порханов, Владимир Алексеевич (25.04.2017)
4. Устинова, Варвара Михайловна (25.04.2017)
5. Шаймиев, Минтимер Шарипович (25.04.2017)
6. Ефремов, Герберт Александрович (05.2017)[10]
7. Кашин, Валерий Михайлович (05.2017)[11]
8. Панин, Александр Николаевич (2017)[12]
9. Мартиросов, Роллан Гургенович (2017)[13]
10. Панков, Олег Дмитриевич (2017)[14]

1. Дронов, Евгений Анатольевич (23.04.2018, Звезда № 030)
2. Захаров, Марк Анатольевич (23.04.2018)
3. Карполь, Николай Васильевич (23.04.2018)
4. Куличенко, Александр Владимирович (23.04.2018)
5. Савельева, Галина Михайловна (23.04.2018)
6. Шурыгин, Виктор Александрович (23.04.2018)[15]
7. Пешехонов, Владимир Григорьевич (2018)[16]

1. Антонов, Сергей Иванович (26.04.2019)
2. Бочкарёва, Ольга Николаевна (26.04.2019)
3. Жарков, Николай Сергеевич (26.04.2019)
4. Лановой, Василий Семёнович (26.04.2019)
5. Машбаш, Исхак Шумафович (26.04.2019, Звезда № 041)[17]
6. Рыжков, Николай Иванович (19.09.2019)
7. Магомедов, Магомедали Магомедович (21.10.2019)
8. Леонов, Александр Георгиевич (2019)
9. Межирицкий, Ефим Леонидович (2019)

1. Велихов, Евгений Павлович (30.01.2020)
2. Зайков, Николай Васильевич (16.03.2020)
3. Ротенберг, Аркадий Романович (16.03.2020)
4. Лавров, Сергей Викторович (17.03.2020)
5. Островский, Александр Владимирович (17.03.2020)
6. Белых, Леонид Яковлевич (27.04.2020)
7. Миндиашвили, Дмитрий Георгиевич (27.04.2020)
8. Моторин, Александр Евгеньевич (27.04.2020)
9. Рошаль, Леонид Михайлович (27.04.2020)
10. Соломин, Юрий Мефодьевич (27.04.2020)
11. Бахолдина, Марина Николаевна (21.06.2020)
12. Гаревская, Юлия Анатольевна (21.06.2020)
13. Коваль, Ирина Леонидовна (21.06.2020)
14. Лысенко, Марьяна Анатольевна (21.06.2020)
15. Проценко, Денис Николаевич (21.06.2020)
16. Рыкованов, Георгий Николаевич (09.2020)
17. Захарченко, Виктор Гаврилович (15.10.2020)
18. Михалков, Никита Сергеевич (21.10.2020)

1. Дедов, Иван Иванович (12.02.2021)
2. Чернов, Сергей Александрович (04.2021)[18]
3. Антохин, Геннадий Иванович (30.04.2021)
4. Бондаренко, Александр Дмитриевич (30.04.2021)
5. Кажлаев, Мурад Магомедович (30.04.2021)
6. Поляков, Виктор Анатольевич (30.04.2021)
7. Суслякова, Людмила Егоровна (30.04.2021)
8. Кириллов, Игорь Анатольевич (2021)[19]

1. Анцев, Георгий Владимирович (2022)
2. Созинов, Павел Алексеевич (2022)[20]
3. Миллер, Алексей Борисович (20.01.2022)
4. Бармаков, Юрий Николаевич (29.04.2022)
5. Башмет, Юрий Абрамович (29.04.2022)
6. Краснопольская, Ирина Григорьевна (29.04.2022)
7. Михайлов, Владимир Африканович (29.04.2022)
8. Пекарш, Александр Иванович (29.04.2022)
9. Белобрагин, Борис Андреевич (14.06.2022)
10. Артемьев, Эдуард Николаевич (14.11.2022)
11. Рашников, Виктор Филиппович (14.11.2022)
12. Верхотуров, Владимир Иванович (19.12.2022)

1. Ярошевич, Александр Валентинович (17.04.2023)[21]
2. Бабурова, Татьяна Ивановна (01.05.2023)
3. Иноземцев, Александр Александрович (01.05.2023)
4. Калёнов, Лев Владимирович (01.05.2023)
5. Милёхин, Юрий Михайлович (01.05.2023)
6. Щербина, Эдуард Алексеевич (01.05.2023)
7. Иванов, Владимир Леонтьевич (20.07.2023)
8. Шилов, Александр Максович (06.10.2023)
9. Харитонов, Николай Михайлович (14.12.2023)[22]

1. Осипов, Юрий Сергеевич (05.02.2024)
2. Мамаев, Геннадий Александрович (12.03.2024)
3. Садовничий, Виктор Антонович (03.04.2024)
4. Матвиенко, Валентина Ивановна (07.04.2024)
5. Нечаев, Сергей Михайлович (22.04.2024)
6. Беспалова, Людмила Андреевна (01.05.2024)
7. Будниченко, Михаил Анатольевич (01.05.2024)
8. Сыздыков, Елтуган Кимашевич (01.05.2024)
9. Халмакшинов, Алексей Юденич (01.05.2024)
10. Щедов, Владимир Викторович (01.05.2024)
11. Вепрев, Александр Алексеевич (2024)
12. Мотренко, Пётр Данилович (2024)[23]
13. Зюганов, Геннадий Андреевич (26.06.2024)
14. Ресин, Владимир Иосифович (06.11.2024)
15. Пахмутова, Александра Николаевна (09.11.2024)

1. Смирнов, Виталий Георгиевич (01.02.2025)
2. Зацепин, Александр Сергеевич (03.03.2025)
3. Елисеев, Виктор Петрович (25.03.2025)
4. Диков, Юрий Николаевич (01.05.2025)
5. Зинцов, Вячеслав Николаевич (01.05.2025)
6. Костоев, Султангирей Закреевич (01.05.2025)
7. Спиваков, Владимир Теодорович (01.05.2025)
8. Якуненко, Нелля Николаевна (01.05.2025)
9. Галеев, Ринат Гайсеевич (2025)[24]
10. Проханов, Александр Андреевич (30.05.2025)
11. Хохлачёв, Александр Вениаминович (17.07.2025)

Всего по состоянию на июль 2025 года известны 119 награждённых.

### Герои Труда России, удостоенные других высших званий, а также высших званий других государств
- Начальник войск радиационной, химической и биологической защиты Вооружённых сил Российской Федерации И. А. Кириллов и конструктор ракетной техники военного назначения Ю. С. Соломонов являются Героями Российской Федерации и Героями Труда Российской Федерации.
- Академик Е. П. Велихов, конструктор ракетной и ракетно-космической техники Г. А. Ефремов[26] и композитор А. Н. Пахмутова являются Героями Труда Российской Федерации и  Героями Социалистического Труда.
- Советский и российский государственный деятель Н. И. Рыжков является Героем Труда Российской Федерации и Национальным Героем Армении.
- И. Д. Кобзон является Героем Труда Российской Федерации и Героем Донецкой Народной Республики.
- Животноводы М. Н. Готовцев и В. А. Михайлов являются Героями Труда Российской Федерации и полными кавалерами ордена Трудовой Славы.

### Интересные факты
- Врач Д. Н. Проценко в возрасте 44 лет стал самым молодым Героем Труда Российской Федерации.
- Композитор А. С. Зацепин в возрасте 99 лет является самым пожилым Героем Труда Российской Федерации.

## Галерея

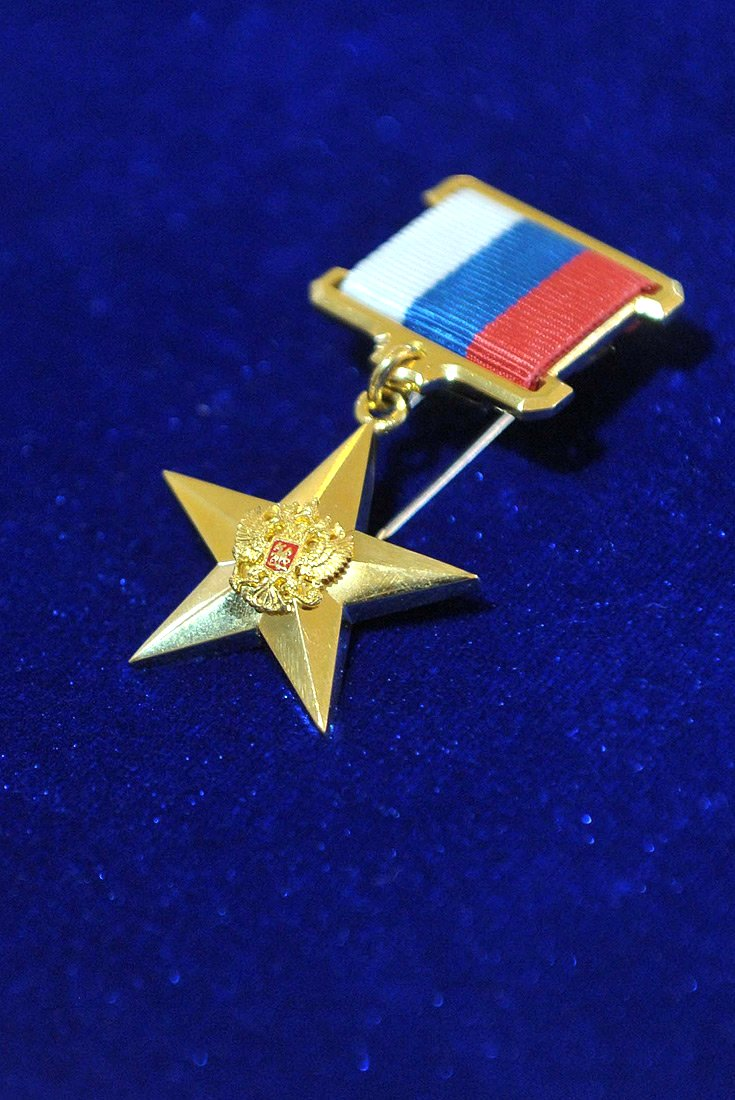
Золотая медаль «Герой Труда Российской Федерации»
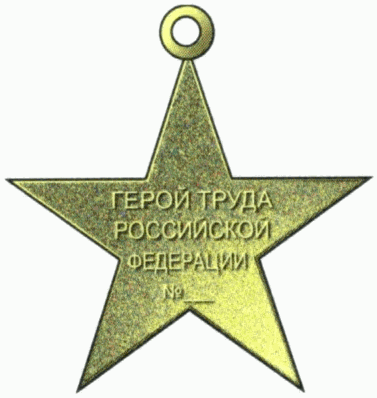
Обратная сторона медали «Герой Труда Российской Федерации»
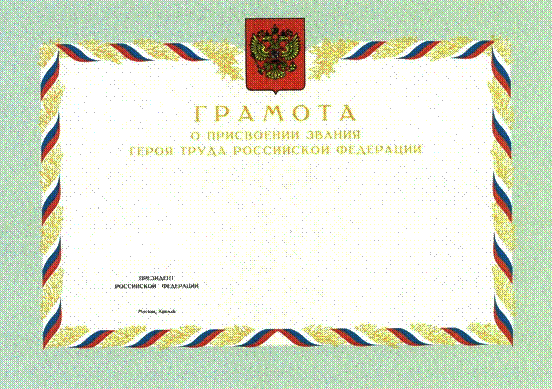
Грамота о присвоении звания Героя Труда Российской Федерации
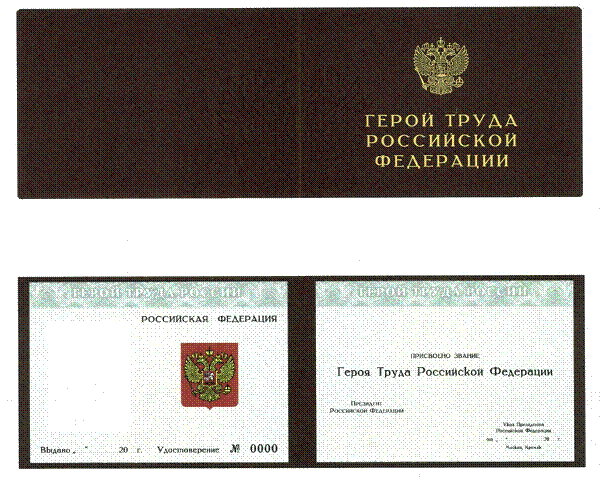
Удостоверение Героя Труда Российской Федерации

## Аналоги звания в субъектах Российской Федерации
| Звание «Герой Труда Донецкой Народной Республики» |
| Звание «Герой труда Республики Коми»              |
| Звание «Герой труда Кубани»                       |
| Звание «Герой труда Кузбасса»                     |
| Звание «Герой труда Ставрополья»                  |
| Звание «Герой Труда Тамбовской области»           |